# 吳𦒎
吳（？—？），字羽三，號松巖，浙江湖州府烏程縣籍，直隸蘇州府吳江縣人，清朝政治人物。

## 生平
明朝崇禎十五年（1642年）壬午科浙江鄉試舉人，清朝順治十二年（1655年）乙未科進士。授廣東澄邁縣知縣，調江西豐城縣知縣、湖廣漢川縣知縣，有古循吏風。